# Wielołęka
Wielołęka (deutsch Bachwitz, auch Bachowitz) ist eine Ortschaft in Niederschlesien. Der Ort liegt in der Gmina Domaszowice im Powiat Namysłowski in der Woiwodschaft Opole in Polen.

## Geographie

### Geographische Lage
Das Waldhufendorf Wielołęka liegt vier Kilometer nordöstlich des Gemeindesitzes Domaszowice (Noldau), 16 Kilometer südöstlich der Kreisstadt Namysłów (Namslau) sowie 58 Kilometer nördlich der Woiwodschaftshauptstadt Opole (Oppeln). Der Ort liegt in der Nizina Śląska (Schlesische Tiefebene) innerhalb der Równina Oleśnicka (Oelser Ebene).
Der Ort liegt an der Kluczbork–Oleśnica. Durch den Ort verläuft die Landesstraße Droga krajowa 42.

### Nachbarorte
Nachbarorte von Wielołęka sind im Nordwesten Domaszowice (Noldau), im Südosten Nowa Wieś (Erdmannsdorf) und im Süden Zofijówka (Sophienthal).

## Geschichte

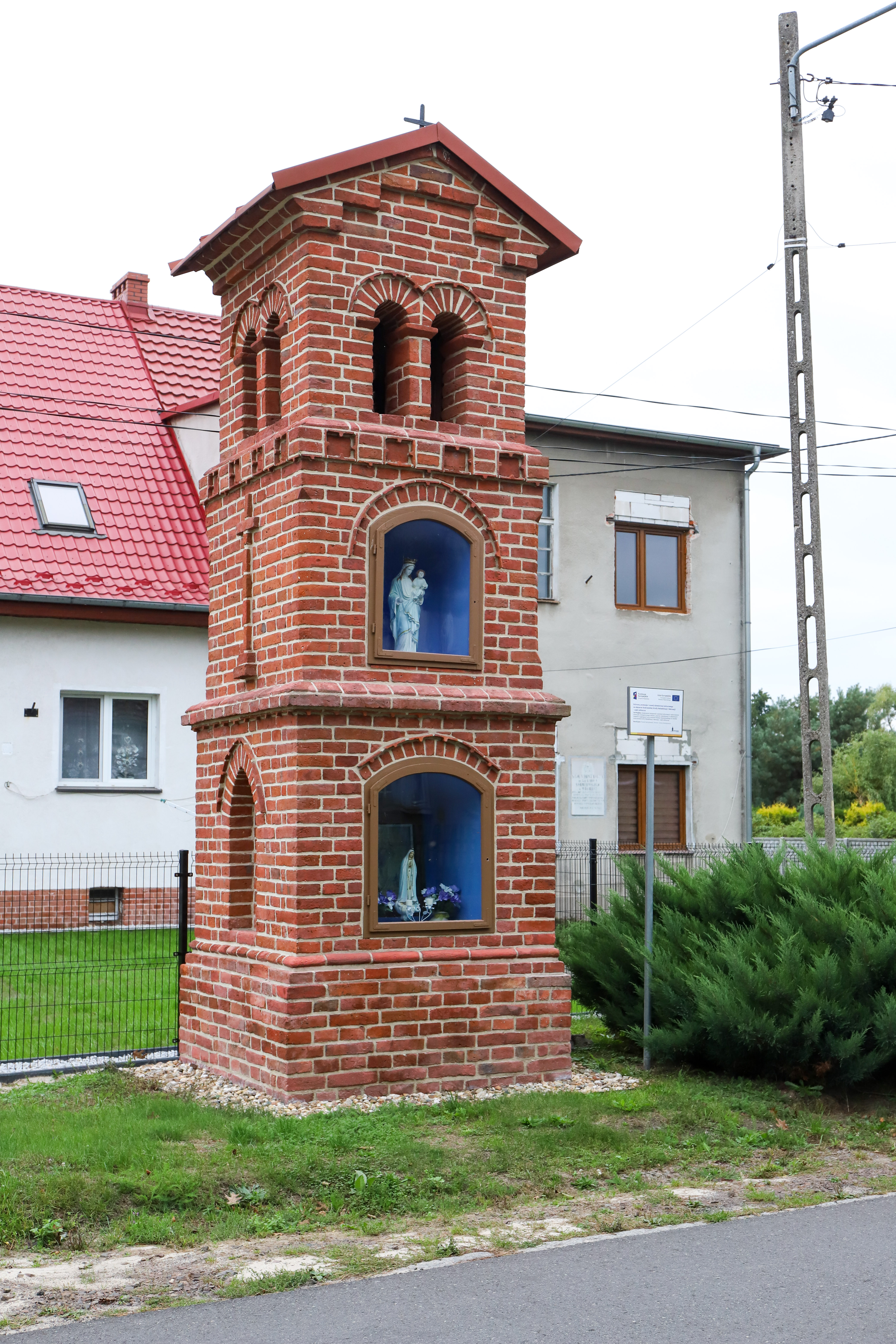
Backsteinkapelle

Der Ort wurde 1774 als Kolonie gegründet. Angesiedelt wurden Protestanten aus Böhmen.
Nach der Neuorganisation der Provinz Schlesien gehörte die Landgemeinde Bachwitz ab 1816 zum Landkreis Namslau im Regierungsbezirk Breslau. 1845 bestanden im Dorf ein Amtsvorwerk, eine katholische Schule, eine evangelische Schule, eine Wassermühle, ein Theerofen und 28 Häuser. Im gleichen Jahr lebten in Bachwitz 249 Menschen, davon 45 evangelisch. 1874 wurde der Amtsbezirk Wallendorf gegründet, welcher die Landgemeinden Bachwitz, Dziedzitz, Erdmannsdorf, Noldau, Sophienthal und Wallendorf und die Gutsbezirke Bachwitz, Noldau, Wallendorf und Wallendorf, Forst umfasste.
Bei der Volksabstimmung in Oberschlesien am 20. März 1921, bei welcher auch ein kleiner Teil Niederschlesiens miteingeschlossen wurde, stimmten in Bachwitz 220 Wahlberechtigte für einen Verbleib bei Deutschland und 7 für Polen. Bachwitz verblieb beim Deutschen Reich. 1933 zählte Bachwitz 555 Einwohner. Am 1. April 1937 wurden die Orte Erdmannsdorf und Sophienthal nach Bachwitz eingemeindet. 1939 zählte der Ort 783 Einwohner. Bis 1945 gehörte der Ort zum Landkreis Namslau.
Als Folge des Zweiten Weltkrieges kam der Ort 1945 an Polen, wurde in Wielołęka umbenannt und der Woiwodschaft Schlesien angeschlossen. 1950 wurde Wielołęka der Woiwodschaft Opole zugeteilt. 1999 wurde es Teil des wiedergegründeten Powiat Namysłowski.

## Sehenswürdigkeiten

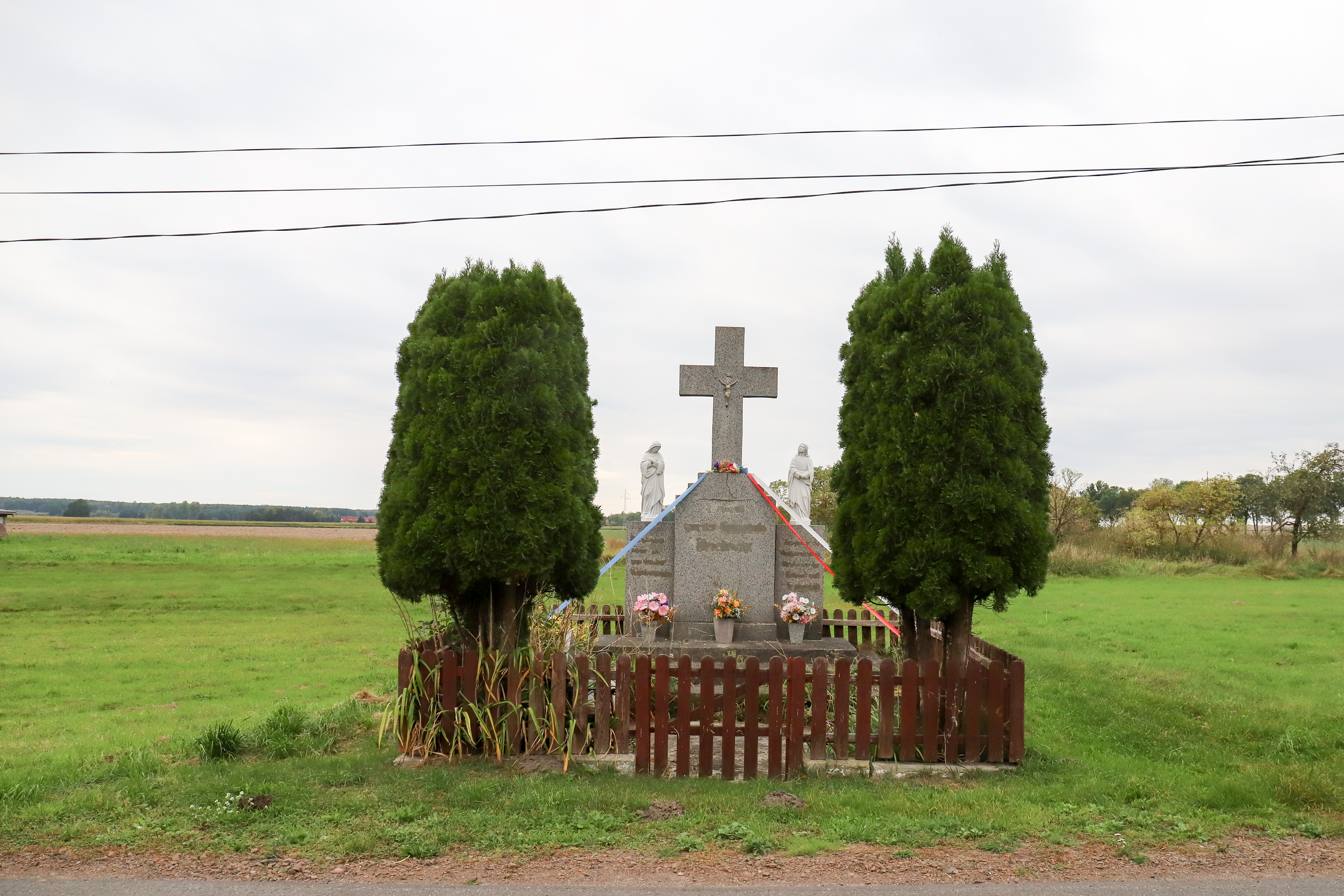
Wegkreuz mit unkenntlicher Beschriftung

- Steinerne Glockenkapelle aus Backstein
- Steinernes Wegekreuz

## Vereine
- Freiwillige Feuerwehr OPS Wielołęka